# ヤクサルテス川の戦い
ヤクサルテス川の戦いは、紀元前329年にアレクサンドロス大王率いるマケドニア軍とシルダリヤ川 (ラテン語名: ヤクサルテス川) 河畔に住んでいたスキタイの間で起こった戦闘である。戦場は現代のウズベキスタン、タジキスタン、キルギス、カザフスタンにまたがっており、古代タシュケント (ウズベキスタン) の南西部からホジェンド (タジキスタン) 北東部にわたって戦闘が展開された。

## 背景
東方遠征中、アレクサンドロス大王は事前にヤクサルテス川を自身の帝国の北東部の新しい境界に組み入れることを決断していた。マケドニア軍は境界を定めるため新しい都市の建設を始めたが、これに対して現地に住んでいたソグディアナの人々が反乱を起こした。マケドニア軍が激しい戦闘の中で反乱を鎮圧している間、遊牧民戦士の騎馬隊がヤクサルテス川の北部に現れて戦闘に参加、戦利品を持ち帰った。紀元前339年にスキタイはアレクサンドロス大王の父であったピリッポス2世との戦いで惨敗を喫しており、スキタイの王であったアテアスを殺されていた。したがって、マケドニア軍に対する攻撃には復讐と報復という要素があった。スキタイ人はヤクサルテス川の対岸に集結し、罵詈雑言で散々にマケドニア軍を挑発した。アレクサンドロス大王は遂に怒り心頭に発し、挑発に乗ってスキタイ軍に攻め入ることを決定した。

## 渡河
スキタイ軍はヤクサルテス川の北岸に陣取り、上陸した際にはアレクサンドロス大王の軍を破る公算を立てていたが、彼らはマケドニア軍の弓兵隊、艦隊、騎兵、歩兵の統率力の高さを過小評価していた。アレクサンドロス大王ははじめに、相手の騎馬弓兵が一度に攻撃できるよりも多くの敵と直面させるため、大挙して渡河するよう命じた。また、バリスタやカタパルトなどの投射兵器を用いて、渡河する自軍を援護させた。スキタイ軍は投射兵器によって対岸から攻撃され、混乱を来した。その為、マケドニア軍がヤクサルテス川を渡るのは容易であった。このいわゆる上陸支援攻撃戦術は記録にある限り初の出来事である。

## 戦闘
戦闘が開始すると、スキタイ騎兵はマケドニア軍を中心に弧を描きながら矢を放ち、マケドニア軍が近付こうとすると撤退するという戦術を展開した。そこで、アレクサンドロス大王はスキタイ軍を叩きのめすためにある作戦を実行した。まず、弓兵部隊を始めとする軽装歩兵部隊を騎兵部隊と組み合わせ、この混成部隊をスキタイ軍に密かに接近させた。そして、アレクサンドロス大王自身はヘタイロイや騎馬投槍兵と共にスキタイ軍へ突撃した。
スキタイ軍はアレクサンドロス大王が攻め入ってくるのを見て、これを包囲し、弧を描きながら矢を放って距離を取ろうとした。しかし、その先には接近させた混成部隊が待ち構えており、スキタイ騎兵は殺戮された。アレクサンドロス大王自身が囮となる作戦であった。これによってスキタイの戦術は攻略され、スキタイ軍は総崩れとなり潰走した。

## その後の経過
約1,200人のスキタイ軍は包囲されて捕らえられ、司令官であったサトラケスも死亡した。捕虜は150人を超え、1800頭の馬が捕まった。アレクサンドロス大王は途中、飲んだ水が悪かったせいで激しい腹痛を催し、追撃戦を中止したおかげで、スキタイ軍は全滅の憂き目を辛うじて逃れることができた。
マケドニア人とギリシア人が知る限りにおいて、遊牧民族を押さえつけ破る事のできる司令官はダレイオス1世を含めこれまで誰も存在していなかった。この勝利によりマケドニア軍は士気を大いに高め、ヤクサルテス川北部に住む遊牧民にとって心理的に大きな打撃となった。
スキタイの王はこれに仰天し、「アレクサンドロス大王が命じたことならなんでも実行するから許してほしい」という旨の使節をアレクサンドロス大王に送った。アレクサンドロス大王の主な目的は遊牧民を征服することではなく、彼はより深刻な危機が訪れていた南方への進出を望んでいたため、これを快く受け入れ、慇懃な友好の返書を送った。また、アレクサンドロス3世は身代金を要求することなく捕虜を解放した。これ以後、スキタイはアレクサンドロス大王に二度と逆らうことはなく、むしろマケドニア軍の東方遠征を援護するようになる。